# Hydroporus inanimatus
Hydroporus inanimatus là một loài bọ cánh cứng trong họ Bọ nước. Loài này được Scudder miêu tả khoa học năm 1900.